# Diamantenbillard
Diamantenbillard ist eine deutsch-französisch-italienisch-schweizerische Gaunerkomödie aus dem Jahre 1965 von Nicolas Gessner. In den Hauptrollen spielen internationale Schauspieler wie Jean Seberg, Claude Rich, Elsa Martinelli, Elisabeth Flickenschildt und Günther Ungeheuer.

## Handlung
Genf, in der Südwestschweiz. Bernard Noblet ist ein kleiner Bankangestellter, den sein monotones Dasein am Schalter langweilt. Seine große Leidenschaft ist das Billardspiel, sein bester Freund Roger betreibt einen ebensolchen Salon. Bernard träumt davon, einmal den „ganz großen Coup“ zu landen, ein krummes Ding zu drehen, das ihn auf einen Schlag reich macht. Diesen Wunsch teilt er mit Roger. Auch Bernards Freundin Juliette, eine kleine Lehrerin, hätte nichts dagegen, aus dem Alltagstrott auszutreten und würde sich gern einem solchen Coup anschließen. Als er eines Tages Bettina Ralton kennenlernt, deren Mutter wie eine graue Eminenz einer gewieften Gangsterbande vorsteht, nimmt sein Plan erstmals konkrete Züge an. Doch man will sich nicht etwa den ausländischen Ganoven anschließen, sie sollen lediglich als Mittel zum Zweck dienen. Bei einem trauten Tete-a-Tete mit Bettina erfährt Noblet, dass es die Bande demnächst auf das Juwelengeschäft abgesehen hat, das genau unterhalb der Lokalitäten von Rogers Billardclub liegt.
Er lässt die Spezialisten ihre Arbeit machen und bastelt mit Freund Roger, einem verschrobenen Erfindergeist, einige Springteufel -- Kasperlefiguren, die durch ein Uhrwerk angetrieben zeitgenau und zeitgleich aus ihrer Box hervorschnellen. Mittel dieser technischen Raffinesse sollen exakt zu diesem Zeitpunkt die Alarmanlagen von fünf verschiedenen Genfer Banken zeitgleich ausgelöst werden. Und so geschieht es. Die Polizei rückt in größtmöglicher Stärke aus, und Madame Raltons Ganoven können nunmehr vollkommen sicher ihrer kriminellen Arbeit nachgehen. Da aber nun Bernard abkassieren möchte, ohne sich selbst die Hände schmutzig zu machen, löst er als letztes auch die Alarmanlage des Juweliergeschäftes aus. Die Herren Einbrecher um die beiden Spezialisten Prof. Schmoll und Dr. Worms, die keine Ahnung davon haben, dass die Polizei gerade anderweitig alle Hände voll zu tun hat, lassen augenblicklich alles stehen und liegen und sehen, dass sie unerkannt verschwinden können. Bernard und Roger können jetzt in aller Seelenruhe die Sore einkassieren. 
Ein gutes Versteck, falls eine Hausdurchsuchung ansteht, ist auch schon gefunden: Roger bringt die wertvollen Klunker im Billardtisch unter. Angesichts dieses vermasselten Raubzuges ahnt Bettina, dass Bernard dahinter stecken könnte, hat doch nur er ein Detail vom Raubzug gewusst, das zum Misserfolg führen konnte. Bettina beginnt also Bernard heftig zu umgarnen, und der schüchterne Träumer beginnt Wachs in ihren Händen zu werden. Zeit für Bettinas Kumpane, dem dreisten Bankangestellten das Gaunergut wieder abzujagen. Doch schließlich treibt sie die Angst davor, von Bernard bei der Polizei verpfiffen zu werden, und sie verlassen in Windeseile das Land. Juliette, die zeitweilig geglaubt hatte, ihren Bernard an die blonde Schlange Bettina verloren zu haben, versöhnt sich wieder mit ihrem Liebsten und handelt einen Deal mit der betroffenen Versicherung des beraubten Juweliergeschäfts aus. Die wird sich in Zukunft an ihren anderen Klienten gesundstoßen, in dem sie die von ihren Kunden zu zahlenden Versicherungsprämien einfach verdoppelt.

## Produktionsnotizen
Diamantenbillard wurde überwiegend im April und Mai und anschließend noch einmal bis Juli 1965 in Paris (Studioaufnahmen) und in der Schweiz (Außenaufnahmen in Genf, Lausanne, Cointrin, Ouchy, Lutry) gedreht und am 17. September 1965 in zwei Pariser Kinos uraufgeführt. Die deutsche Erstaufführung fand am 8. Oktober 1965 im Hamburger Ufa-Palast statt. Am 29. Dezember 1965 erfolgte die Schweizer Erstaufführung im Drehort Lausanne.
Die Herstellungskosten des Films, der bestimmte Anleihen bei Jules Dassins legendärem Einbrecher-Krimi Rififi nicht verhehlen kann, betrugen rund 1,5 Millionen Schweizer Franken.
Die deutsche Fernseherstausstrahlung erfolgte spätabends am 12. Juli 1970 in der ARD.
Die Filmbauten stammen aus der Hand von Paul-Louis Boutié. Raymond Danon hatte die Herstellungsleitung, Guy Lacourt und Ernst Steinlechner die Produktionsleitung.
Für den deutschen Fernsehmoderator und Komiker Werner Schwier war dies die erste Rolle als Schauspieler vor der Kamera.
Für Nicolas Gessner bedeutete Diamantenbillard den internationalen Durchbruch, zumal sich der Film dank der Mitwirkung der US-Amerikanerin Jean Seberg für ein Drittel der Produktionssumme auch in die USA verkaufen ließ und im englischsprachigen Raum unter dem Titel Diamonds are Brittle verliehen wurde.

## Kritik
In Filme 1965-70 ist Folgendes zu lesen: „Mit heiteren Akzenten und bemühter Farbfotografie versehener Dutzendkrimi, dessen bedächtig-ironischer Regiestil von der verkehrten Moral der Story weitgehend distanziert.“ Eine wesentlich bessere Meinung von dem Werk hat dagegen der Evangelische Film-Beobachter: „Dieses Regiedebut eines Ungarn-Schweizers erfüllt nicht alle Hoffnungen, überragt aber weit jede deutsche Lustspielklamotte. Für Freunde des unbeschwerten Amüsements.“

„Ohne ein bedeutendes Werk zu sein, bringt Diamanten-Billard immerhin frischen Wind in die seichte Produktion der sechziger Jahre. Seine multinationale Verpackung, seine Stargarnitur, der charmante Claude Rich, die entzückende Elsa Martinelli und die zerbrechlich-verführerische Jean Seberg, haben sicherlich viel zum Gelingen beigetragen; trotzdem darf man den Chefkoch nicht vergessen: Niklaus Gessner.“